# Xenandra helius
Xenandra helius är en fjärilsart som beskrevs av Pieter Cramer 1779. Xenandra helius ingår i släktet Xenandra och familjen Riodinidae. Inga underarter finns listade i Catalogue of Life.

## Bildgalleri

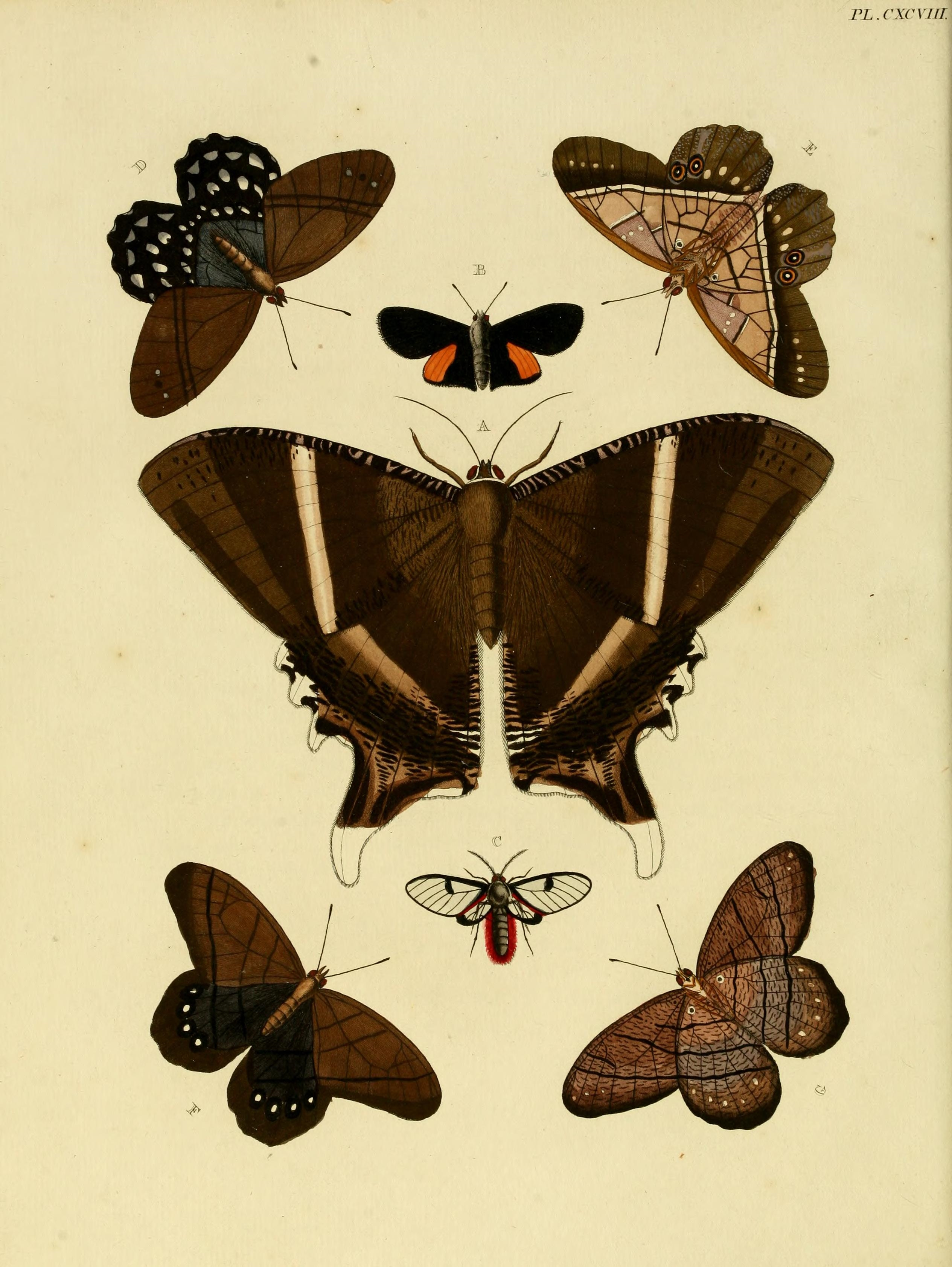